# Palashi

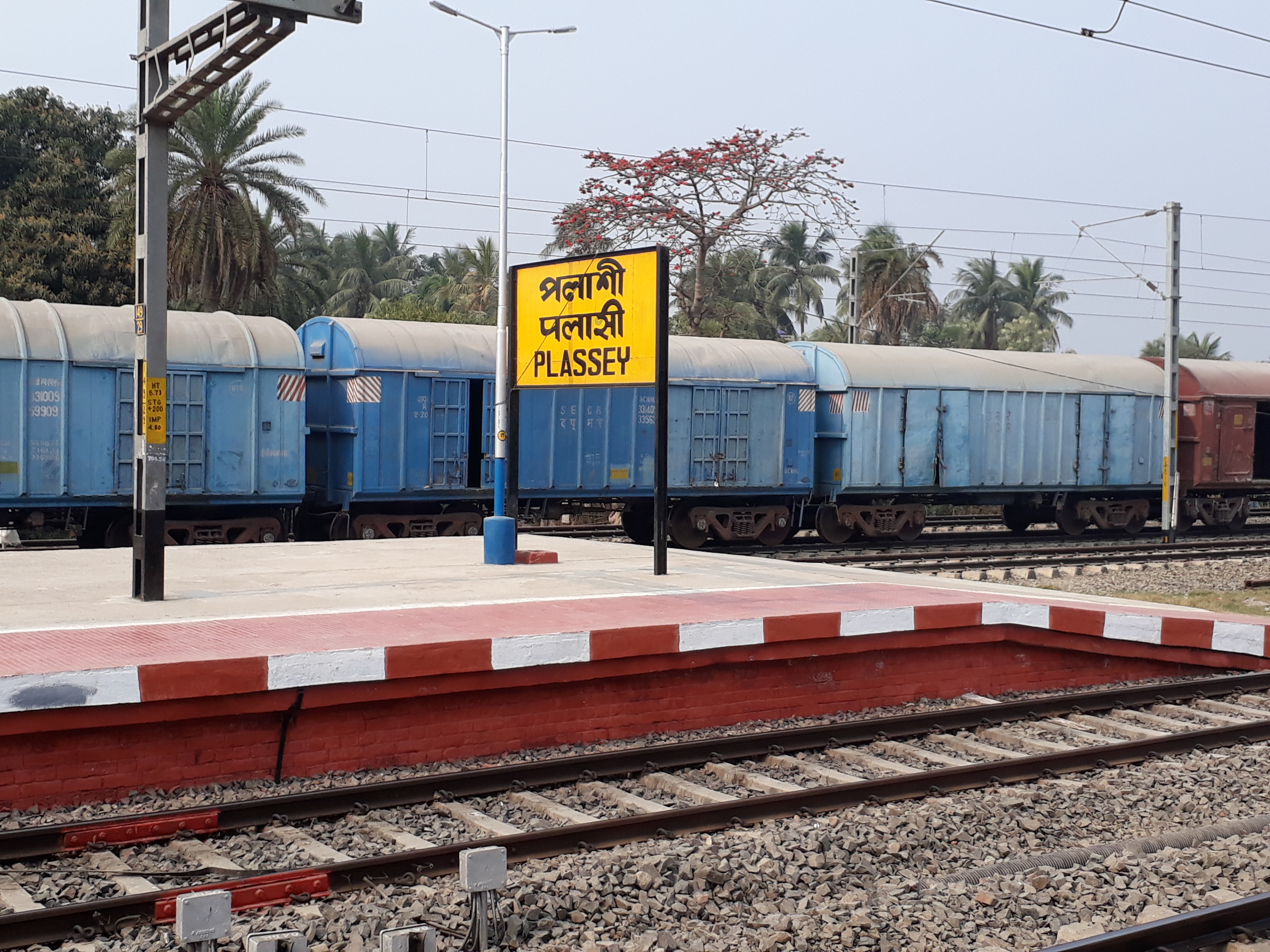
Palashis järnvägsstation.

Palashi, även känd som Plassey, är en ort i Nadiadistriktet i Västbengalen i östra Indien, vid Huglifloden, med 19 984 invånare (2011). Orten är mest känd för slaget vid Plassey, som ledde till att Brittiska imperiet erövrade Indien.
Palashi ligger drygt 50 kilometer norr om staden Krishnanagar.